# Poslanska zbornica Italijanske republike
Italijanska poslanska zbornica (italijansko Camera dei Deputati) je sestavni del italijanskega parlamenta. Zbornico predstavlja 630 poslancev, ki so izvoljeni v vsedržavnih volitvah. Njen mandat traja pet let oziroma do zaključka legislature. Redno zaseda dvakrat letno v palači Montecitorio, kjer je prisotnost dovoljena tudi vladnemu organu; prisotnost Vlade je obvezna v slučaju, da jo zbornica zahteva. Enako velja za prisotnost poslanske zbornice pri zasedanjih Vlade. Izredna zasedanja lahko skliče predsednik zbornice, predsednik republike ali eden od članov skupščine. 
Zasedanje poslanske zbornice je sklepčno, če je prisotna večina poslancev (polovica + 1), torej 316 poslancev. Odločbe so zakonite, če jih je odobrila večina prisotnih.